# Верхњедвинск
Верхњедвинск (блр. Верхнядзвінск; рус. Верхнедвинск) град је у северозападном делу Републике Белорусије. Административно припада Горњодвинском рејону Витепске области чији је уједно и административни центар.
Према процени из 2014. у граду је живело око 7.300 становника.
Све до 1962. град је носио име Дриса.

## Географија
Град Верхњедвинск налази се на месту ушћа реке Дрисе у Западну Двину у географској регији Полацке низије. Важна је железничка станица на линији Полацк—Даугавпилс. Налази се на око 270 км северно од главног града земље Минска, односно на око 175 км северозападно од административног центра области Витепска.

## Историја
Први писани подаци о насељу потичу из 1386. године, иако се сматра да је само насеље настало знатно раније. Током средњег века град је често мењао господаре, те је био саставним делом Полацке кнежевине, Велике Кнежевине Литваније и Државне заједнице Пољске и Литваније. Насеље је добило име по реци на чијим обалама се налазило, и под именом Дриса егзистирало је све до 25. децембра 1962. године.
Средином XIV века у граду је подигнуто камено утврђење које је постојало све до XVII века.
Према подацима статистичког завода тадашње Руске Империје из 1897, у граду је у то време живело 4.238 становника. Најбројнији су били Јевреји (2.852) и Белоруси (974), а забележено је и присуство мањинских заједница Руса (228) и Пољака (167).
Административним центром свог рејона Дриса постаје 1924. године.

## Становништво
Према подацима са пописа становништва из 2009. у граду је живело 7.360 становника.
| 1897. | 1959. | 1979. | 1989. | 1999. | 2009. | 2012.  |
| ----- | ----- | ----- | ----- | ----- | ----- | ------ |
| 4.238 | 3.596 | 6.279 | 7.672 | 8.000 | 7.360 | 7.236* |

Напомена: * према процени републичког завода за статистику Белорусије